# Liste der Pfarren im Dekanat Kirchschlag
Das Dekanat Kirchschlag ist ein Dekanat im Vikariat Unter dem Wienerwald der römisch-katholischen Erzdiözese Wien.

## Pfarren mit Kirchengebäuden und Kapellen
| Pfarre                            | Seelsorgeraum     | Ink.                  | Seit               | Patrozinium             | Kirchengebäude und Kapellen |                             |
| --------------------------------- | ----------------- | --------------------- | ------------------ | ----------------------- | --- | --------------------------- |
| Bad Schönau                       | Bucklige Welt Süd |                       | um 1314            | Hl. Peter und Paul      | Pfarrkirche Bad Schönau Kirche Maria, Heil der Kranken | Pfarrkirche Bad Schönau     |
| Gschaidt                          | Bucklige Welt Süd |                       | 1784               | Hl. Magdalena           | Pfarrkirche Gschaidt Kapelle Hl. Josef in Götzendorf, Kapelle Hl. Florian in Grametschlag | Pfarrkirche Gschaidt        |
| Hochneukirchen                    | Bucklige Welt Süd |                       | vor 1394           | Hl. Bartholomäus        | Pfarrkirche Hochneukirchen Filialkirche Maltern | Pfarrkirche Hochneukirchen  |
| Hochwolkersdorf                   | Bucklige Welt Süd |                       | vor 1203           | Hl. Laurentius          | Pfarrkirche Hochwolkersdorf | Pfarrkirche Hochwolkersdorf |
| Hollenthon                        | Bucklige Welt Süd | Reichersberg (CanReg) | vor 1350, neu 1783 | Mariä Himmelfahrt       | Pfarrkirche Hollenthon Kapelle in Gleichenbach, Kapelle in Spratzeck, Kapelle in Stickelberg | Pfarrkirche Hollenthon      |
| Kirchschlag in der Buckligen Welt | Bucklige Welt Süd |                       | um 1280            | Hl. Johannes der Täufer | Pfarrkirche Kirchschlag in der Buckligen Welt Filialkirche Ungerbach, Filialkirche Lembach, Filialkirche Stang, Aigen Franzler-Kapelle, Privatkapelle, Kapelle im Senioren- und Pflegehaus Kirchschlag der Caritas | Pfarrkirche Kirchschlag     |
| Krumbach                          | Bucklige Welt Süd |                       | vor 1255           | Hl. Stephan Erzmärtyrer | Pfarrkirche Krumbach (Niederösterreich) Kirche Hl. Erasmus, Kapelle im Heimatmuseum Krumbach, Kapelle im Schloss Krumbach                                                                                          | Pfarrkirche Krumbach        |
| Lichtenegg                        | Bucklige Welt Süd |                       | um 1250            | Hl. Jakob der Ältere    | Pfarrkirche Lichtenegg Wallfahrtskirche Kaltenberg, Filialkirche Ransdorf, Filialkirche Thal, Kapelle in Kienegg                                                                                                   | Pfarrkirche Lichtenegg      |
| Schwarzenbach                     | Bucklige Welt Süd |                       | um 1407            | Hl. Bartholomäus        | Pfarrkirche Schwarzenbach (Niederösterreich) Bründlkapelle, Schlosskapelle (Ruine) | Pfarrkirche Schwarzenbach   |
| Wiesmath                          | Bucklige Welt Süd |                       | vor 1350           | Hl. Peter und Paul      | Pfarrkirche Wiesmath Filialkirche Annaberg bei Wiesmath | Pfarrkirche Wiesmath        |
| Zöbern                            | Bucklige Welt Süd |                       | vor 1362           | Hl. Georg               | Pfarrkirche Zöbern | Pfarrkirche Zöbern          |

## Dekanat Kirchschlag
Das Dekanat umfasst elf Pfarren.
Diözesaner Entwicklungsprozess
Die Pfarren Hochwolkersdorf und Schwarzenbach, vorher Dekanat Lanzenkirchen, wurden am 1. September 2016 Teil des Dekanats Kirchschlag.
Das Dekanat Kirchschlag ist seit 1. September 2024 in zwei Seelsorgeräume unterteilt:
- Seelsorgeraum Bucklige Welt Süd: Bad Schönau, Gschaidt, Hochneukirchen, Kirchschlag in der Buckligen Welt, Krumbach und Zöbern. Leiter: Herbert Schedl, Pfarrer in Krumbach
- Seelsorgeraum Bucklige Welt Nord: Hochwolkersdorf, Hollenthon, Lichentegg, Schwarzenbach und Wiesmath, Leiter: Franz Pfeiffer, Pfarrer in Hochwolkersdorf und Schwarzenbach

Dechanten
- Johann Hartl, Pfarrer in Lichtenegg
- Otto Piplics, Pfarrer von Kirchschlag in der Buckligen Welt
- Herbert Schedl, Pfarrer von Krumbach